# Bubba Wilson
Thomas Eugene "Bubba" Wilson, (nacido el 7 de agosto de 1955 en Gastonia, Carolina del Norte) es un exjugador de baloncesto estadounidense. Con 1.91 de estatura, su puesto natural en la cancha era el de base. 